# Twistarte
"Twistarte" é um máxi single de originais da banda de pop rock português GNR. Editado em Maio de 1983 pela EMI - Valentim de Carvalho. Este trabalho discográfico marca a estreia do baixista Jorge Romão, elemento que permanece atualmente na formação. 
Em 2007 é reeditado em CD o álbum Independança recuperando os temas de Twistarte e os dois primeiros singles da banda. 

## Faixas

### Maxi Single

#### Lado A
| N.º | Título      | Duração |  |
| 1.  | "Twistarte" | 3:25    |  |
| 2.  | "TV Mural"  | 4:05    |  |

#### Lado B
| N.º | Título              | Duração |  |
| 1.  | "General Eléctrico" | 5:54    |  |

## Elementos da banda
- Rui Reininho   (voz)  [1]
- Alexandre Soares   (guitarra, sintetizador, harmónica e marimba) [1]
- Tóli César Machado   (bateria)  [1]
- Jorge Romão   (baixo)  [1]